# Asfandyar Wali Khan
Asfandyar Wali Khan (en ourdou : اسفند یار ولی خان), né le 19 février 1949 à Charsadda, est un homme politique pakistanais. Membre fondateur du Parti national Awami en 1986, il en devient le président en 1999. Il a notamment été député provincial, trois fois député fédéral, ainsi que sénateur, représentant sa province de Khyber Pakhtunkhwa.
Fils de Khan Abdul Wali Khan, un influent homme politique pachtoune, il a lui-même suivi les luttes de son père et s'est opposé au pouvoir des dirigeants pakistanais des années 1970 et 1980, ayant été emprisonné plusieurs années pour ses activités politiques. Il défend les droits de la minorité pachtoune auquel son parti est lié, et défend l'autonomie de leur province.

## Jeunesse et éducation
Asfandyar Wali Khan est né le 19 février 1949 à Charsadda, près de Peshawar, dans la Province de la Frontière-du-Nord-Ouest. Il est originaire d'une famille pachtoune, né de Khan Abdul Wali Khan, un homme politique important qui a été membre du Congrès national indien avant la Partition des Indes, puis du Parti national Awami dont il est un membre fondateur. Il a notamment été chef de l'opposition à l'Assemblée nationale deux fois. 
Il est diplômé de l'université de Peshawar. Il parle couramment le pachto, l'ourdou et l'anglais.

## Carrière politique

### Opposition et emprisonnement

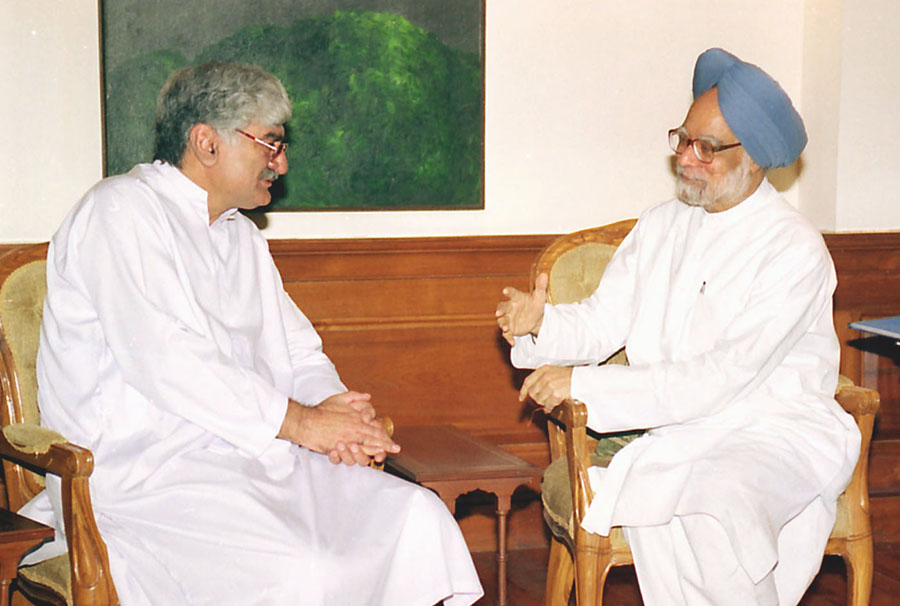
Asfandyar Wali Khan rencontre le Premier ministre indien Manmohan Singh, en 2004.

Asfandyar Wali Khan commence sa carrière politique durant les années 1960 en rejoignant la fédération des étudiants pachtounes et en s'inscrivant dans l'opposition au président Ayub Khan, puis à son successeur Yahya Khan. S'opposant ensuite au pouvoir de Zulfikar Ali Bhutto, il est arrêté en 1975 avec plusieurs membres de son parti dont son père, jugé par un tribunal spécial de d'Hyderabad et condamné à 15 ans de prison mais relâché dès 1978.
À sa libération, il rejoint le Parti national démocratique, avant de rejoindre en 1986 le Parti national Awami qui agrège plusieurs mouvement pachtounes dont le Parti national démocratique, avec son père Khan Abdul Wali Khan. Il s'oppose ensuite au pouvoir du président Muhammad Zia-ul-Haq et rejoint le « Mouvement pour la restauration de la démocratie », une plateforme regroupant divers partis d'opposition.

### Parcours parlementaire

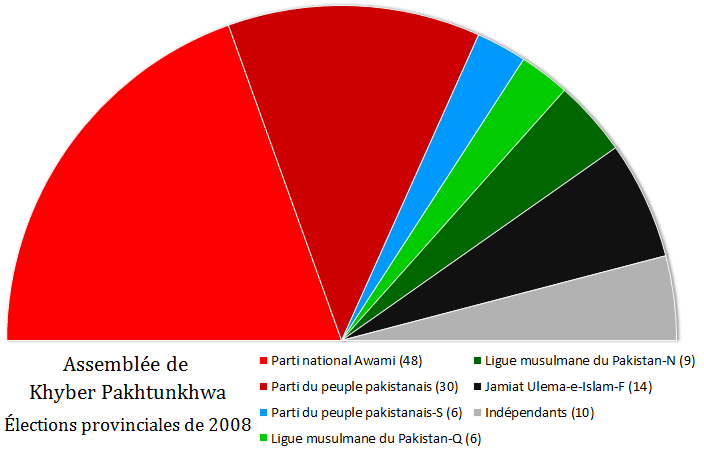
Composition de l’Assemblée de Khyber Pakhtunkhwa après les élections de 2008 avec le Parti national Awami majoritaire à gauche.

Wali Khan se présente pour la première fois à un mandat de député lors des élections législatives de 1990, et est élu à l'Assemblée provinciale de Khyber Pakhtunkhwa, puis lors des suivantes élections législatives de 1993, il est cette fois élu député de l'Assemblée nationale, puis réélu lors élections législatives de 1997 mais perd son siège en 2002.
En 1999, il est élu président de son parti puis est réélu en 2007.
Lors des sénatoriales de 2003, il est élu à la chambre haute pour un mandat de six ans. À l'occasion des élections législatives de 2008, il est élu pour la troisième fois député de l'Assemblée nationale alors que son parti réalise le meilleur score de son histoire. Il est élu dans la première circonscription de Charsadda avec 57 000 voix soit 77 % des votes exprimés.
Durant son mandat de député, il a notamment milité pour le changement du nom de sa province, finalement approuvé en 2010, et a soutenu le lancement des opérations militaires en 2009 dans la vallée de Swat. Bien qu'ayant longtemps été un partisan de la solution politique et des négociations avec les insurgés, il a soutenu le tournant dans la politique militaire estimant que toutes les autres voies avaient été épuisées. S'opposant aux pratiques commises par les talibans, il a été visé par une attaque terroriste le 3 octobre 2008 qui a tué cinq personnes, dont un policier, un garde du corps et un élu local. Wali Khan défend par ailleurs la paix avec le gouvernement afghan et critique la politique du Pakistan envers les talibans afghans. Il dénonce également les lynchages de personnes accusées de blasphème. 
Wali Khan perd son siège de député après les élections de 2013, n'ayant que réuni que 22,6 % des voix dans la même circonscription, devancé par les candidats de la Jamiat Ulema-e-Islam et du Mouvement du Pakistan pour la justice. Il arrive à la deuxième place lors des élections de 2018 avec 29,5 % des voix mais est cette fois battu par un candidat du Mouvement pour la justice.
En 2018, il soutient la fusion des régions tribales avec la province de Khyber Pakhtunkhwa mais dénonce l'absence de sièges provinciaux pour les élections de 2018 et défend un quota de ministres issus de ces zones dans le gouvernement local.

## Prises de position
Durant son mandat de député, il a notamment milité pour le changement du nom de sa province, finalement approuvé en 2010, et a soutenu le lancement des opérations militaires en 2009 dans la vallée de Swat. Bien qu'ayant longtemps été un partisan de la solution politique et des négociations avec les insurgés, il a soutenu le tournant dans la politique militaire estimant que toutes les autres voies avaient été épuisées. S'opposant aux pratiques commises par les talibans durant son dernier mandat de député, il a été visé par une attaque terroriste le 3 octobre 2008 qui a tué cinq personnes, dont un policier, un garde du corps et un élu local. Wali Khan défend par ailleurs la paix avec le gouvernement afghan et dénonce la politique du Pakistan envers les talibans afghans. Il dénonce également les lynchages de personnes accusées de blasphème.
En 2018, il soutient la fusion des régions tribales avec la province de Khyber Pakhtunkhwa mais dénonce l'absence de sièges provinciaux pour les élections de 2018 et défend un quota de ministres issus de ces zones dans le gouvernement local.